# 拉茲多雷
罗兹多雷（烏克蘭語：Роздори），又按俄语名译为拉茲多雷，是位於烏克蘭東部的市級鎮，由第聶伯羅彼得羅夫斯克州裡錫內利尼科韋區的拉茲多雷市鎮負責管轄。該鎮始建於1778年，面積3.642平方公里，海拔高度100米，2012年人口1,783，人口密度每平方公里490人。